# Disraeli (film, 1929)
A Disraeli 1929-ben bemutatott Alfred E. Green rendezésében készült amerikai filmdráma. A produkciót három Oscar-díjra jelölték, melyből legjobb férfi főszereplő kategóriában sikerült nyernie George Arlissnak, akit a címszereplő egykori zsidó származású brit miniszterelnök Benjamin Disraeli alakításáért díjaztak.

## Történet
1874-ben Benjamin Disraeli brit miniszterelnök ambiciózus külpolitika terveit, melyben a Brit Birodalom felélesztése szerepel, leszavazzák a parlamentben nagy riválisa, William Gladstone beszéde után. Később Disraeli jó híreket kap: a tékozló egyiptomi alkirálynak sürgősen szüksége van pénzre, és cserébe kész részesedést kínálni a Szuezi-csatorna ellenőrzéséből. A csatorna megvásárlásával Indiát magabiztosan lehetne felügyelni, de Michael Probert, a Bank of England igazgatója nyomatékosan Disraeli tudtára adja, hogy ellenzi ez irányú terveit. A miniszterelnök ezután Hugh Myershez, egy vezető zsidó bankárhoz fordul.

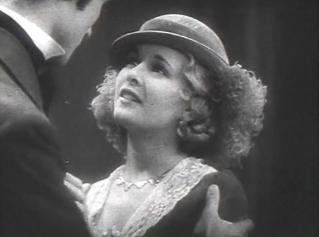
a fiatal Joan Bennett Lady Pevensey szerepében

Eközben Lord Charles Deeford megkéri Lady Clarissa Pevensey kezét, aki habár szereti a férfit, mégis kikosarazza. Habár Lord Deeford egészséges fiatal arisztokrata, megtestesíti Lady Pevensey ideálját, de a Clarissa nagy elismeréssel viseltetik a miniszterelnök iránt, Charles pedig nincs jó véleménnyel róla. Disraeli ígéretes fiatalembert lát Charlesben, és azt is szeretné, hogy Clarissa boldog legyen, ezért meggyőzi Charlest, hogy dolgozzon vele, és a csatorna esetleges megvásárlásáról is beszámol neki.
Oroszország alig várja az alkalmat, hogy megkaparintsa Indiát, kijelölnek két kémet, akiknek feladata figyelni Disraeli minden lépését. Az egyikük Mrs. Travers, aki a legfelsőbb körökben mozog, a másik kém pedig Mr. Foljambe. Disraeli tisztában van a kilétükkel, és Foljambet titkárként alkalmazza, hogy jobban meg tudja téveszteni. Mikor Foljambe megkérdni Charlest, hogy Myers pénzügyi támogatása áll-e a csatorna megvásárlási szándéka mögött, az nem felel semmit, de a viselkedése megerősítést nyer a kémben. Mrs. Travers utasítja Foljambet, hogy hagyja el az országot, és figyelmeztesse megbízóit.
Disraeli gyorsan rájön mi történt, és egy ügynököt akar sürgősen küldeni az alkirályhoz. Clarissa javaslatára Charlest küldi. Charles rábeszéli az alkirályt, hogy fogadja el Myers bankutalványát a csatorna részesedéséért cserében, ezzel bebizonyítva érdemeit szerelmének is. Disraeli fellelkesül amikor értesül a hírekről, de Myers közli vele, hogy a bankja csődbe ment egy szabotázs miatt, és utalványa értéktelen. Disraeli megkéri, hogy tartsa a helyzetét egy rövid ideig titokban. Mikor Mrs. Travers megérkezik, a miniszterelnök tudtára adja a vásárlást, ezzel a nő diadalittasan elismeri a kulcsszerepét Myers bankjának csődjében.
Disraeli gyorsan magához hivatja Probertet, annak ellenére, hogy bankár a kezdetekben nem akart segíteni neki. Disraeli rákényszeríti, hogy adjon korlátlan hitelt Myersnek, azzal fenyegetve, hogy adott esetben a parlament visszavonja a Bank of England szabadalomlevelét. Miután Probert távozik, Disraeli bevallja feleségének és Clarissának, hogy csak blöffölt. Myers fizetőképességét visszaállítják, az üzlet létrejön, Disraeli terve megvalósul, Viktória királynő India császárnője is lesz egyben.

## Szereposztás
| Színész            | Karakter               |
| ------------------ | ---------------------- |
| George Arliss      | Benjamin Disraeli      |
| Joan Bennett       | Lady Clarissa Pevensey |
| Florence Arliss    | Lady Mary Beaconsfield |
| Anthony Bushell    | Lord Charles Deeford   |
| David Torrence     | Lord Michael Probert   |
| Ivan F. Simpson    | Sir Hugh Myers         |
| Doris Lloyd        | Mrs. Travers           |
| Gwendolyn Logan    | Glastonbury hercegnője |
| Charles E. Evans   | Mr. Potter             |
| Cosmo Kyrle Bellew | Mr. Terle              |
| Jack Deery         | Bascot                 |
| Michael Visaroff   | Borsinov gróf          |
| Norman Cannon      | Mr. Foljambe           |
| Henry Carvill      | Glastonbury hercege    |
| Shayle Gardner     | Dr. Williams           |
| Powell York        | Flookes                |
| Margaret Mann      | Viktória királynő      |

## Érdekességek
Arliss A zöld istennő című filmje már elkészült 1929-ben a Disraeli előtt, de megis csak 1930-ban mutatták be Arliss kérésére, mert a színész úgy gondolta, hogy ezzel a produkcióval hatásosabban tudna debütálni a hangosfilmek között.
Disraeliről már készült két némafilm is a hangos előtt 1916-ban és 1921-ben, az utóbbiban szintén Arliss játszotta a címszerepet.

## Oscar-díj
- Oscar-díj (1930)
  - díj: legjobb férfi főszereplő – George Arliss
  - jelölés: legjobb film – Warner Brothers
  - jelölés: legjobb forgatókönyv – Julien Josephson

## Fordítás
- Ez a szócikk részben vagy egészben  a   Disraeli (film) című angol Wikipédia-szócikk fordításán alapul.  Az eredeti cikk szerkesztőit annak laptörténete sorolja fel. Ez a jelzés csupán a megfogalmazás eredetét és a szerzői jogokat jelzi, nem szolgál a cikkben szereplő információk forrásmegjelöléseként.